# Sheridan County, Wyoming
Sheridan County är ett administrativt område i delstaten Wyoming, USA, med 29 116 invånare. Den administrativa huvudorten (county seat) och största staden är Sheridan.

## Historia
Sheridan County bildades genom beslut av Wyomingterritoriets legislatur 9 mars 1888, och bröts då loss ur Johnson County. Countyt döptes efter kavallerigeneralen Philip Sheridan.
Big Horn County bildades 1897 ur delar av Sheridan County, Fremont County, och Johnson County. Med undantag för mindre gränsförändringar 1911 och 1929 har Sheridan County haft sina nuvarande gränser sedan dess.

## Geografi
Enligt United States Census Bureau har countyt en total area på 6 545 km². 6 535 km² av den arean är land och 10 km² är vatten. 

### Angränsande countyn
- Big Horn County, Montana - nord
- Powder River County, Montana - nordöst
- Campbell County - öst
- Johnson County - syd
- Big Horn County - väst

## Orter
Invånarantal vid 2010 års folkräkning anges inom parentes.

### Större stad (City)
- Sheridan (17 444), huvudort

### Mindre städer (Towns)
Städer med kommunalt självstyre och under 4 000 invånare.
- Clearmont (142)
- Dayton (757)
- Ranchester (855)

### Census-designated places
En census-designated place är en ort som saknar självständig kommunstatus och istället administreras av countyt.
- Arvada (43)
- Big Horn (490)
- Parkman (151)
- Story (828)

### Övriga befolkade platser
- Banner
- Burgess Junction
- Leiter
- Monarch
- Ucross
- Wolf
- Wyarno